# Hawkeye (serial telewizyjny)
Hawkeye – amerykański superbohaterski serial dramatyczny na podstawie postaci o tym samym pseudonimie z komiksów wydawnictwa Marvel Comics. Twórcą serialu był Jonathan Igla, który odpowiadał za scenariusz, reżyserią zajęli się Bert & Bertie oraz Rhys Thomas. 
Tytułową rolę zagrał Jeremy Renner, a obok niego w głównych rolach wystąpili: Hailee Steinfeld, Tony Dalton, Alaqua Cox, Fra Fee, Brian d’Arcy James, Aleks Paunovic, Piotr Adamczyk, Linda Cardellini, Simon Callow, Vera Farmiga, Zahn McClarnon, Florence Pugh i Vincent D’Onofrio.
Hawkeye jest częścią franczyzy Filmowego Uniwersum Marvela; należy do IV Fazy tego uniwersum i stanowi część jej drugiego rozdziału zatytułowanego The Multiverse Saga. Zapowiedziany został również spin-off serialu, Echo. Hawkeye zadebiutował 24 listopada 2021 roku w serwisie Disney+. W Polsce pojawił się 14 czerwca 2022 roku.

## Obsada

### Główna
- Jeremy Renner jako Clint Barton / Hawkeye, mistrz w łucznictwie, wcześniej współpracował z T.A.R.C.Z.Ą.[2][3].
- Hailee Steinfeld jako Kate Bishop, fanka i uczennica Bartona, którą szkoli na swoją następczynię[4][5][3]. Clara Stack zagrała Kate jako dziecko[6].
- Tony Dalton jako Jack Duquesne, narzeczony Eleanor Bishop i bratanek Armanda[5][3].
- Alaqua Cox jako Maya Lopez / Echo, niesłysząca rdzenna Amerykanka i przywódczyni Dresiarskiej Mafii, która potrafi naśladować ruch innych ludzi[5] Darnell Besaw zagrała Mayę jako dziecko[7].
- Fra Fee jako Kazi Kazimierczak, najemnik pracujący dla Dresiarskiej Mafii[5][3]. Phoenix Crepin zagrał Kaziego jako dziecko.
- Brian d’Arcy James jako Derek Bishop, ojciec Kate, który zginął podczas ataku Chitauri na Nowy Jork w 2012 roku[8][3].
- Aleks Paunovic jako Ivan, członek Dresiarskiej Mafii[3].
- Piotr Adamczyk jako Tomas, członek Dresiarskiej Mafii[9][3].
- Linda Cardellini jako Laura Barton, żona Clinta[10].
- Simon Callow jako Armand Duquesne III, wuj Jacka[11].
- Vera Farmiga jako Eleanor Bishop, matka Kate[5][3].
- Zahn McClarnon jako William Lopez, ojciec Mai, który został zabity przez Ronina[5][3].
- Florence Pugh jako Yelena Belova / Czarna Wdowa, zabójczyni i szpieg, szkolona w radzieckim programie Red Room, która pracuje dla Valentiny Allegry de Fontaine[5].
- Vincent D’Onofrio jako Wilson Fisk / Kingpin, wpływowy biznesmen, który kieruje zorganizowaną przestępczością w Nowym Jorku. D’Onofrio powtórzył swoją rolę z serialu Daredevil[12].

| Polski dubbing |
| - Marcin Przybylski jako Clint Barton - Vanessa Aleksander jako Kate Bishop - Przemysław Glapiński jako Jack Dequesne - Bartosz Obuchowicz jako Kazi Kazimierczak - Michał Konarski jako Derek Bishop - Jan Aleksandrowicz-Krasko jako Ivan - Piotr Adamczyk jako Thomas - Monika Krzywkowska jako Laura Barton - Włodzimierz Matuszak jako Armand Duquesne III - Tamara Arciuch jako Eleanor Bishop - Krzysztof Plewako-Szczerbiński jako William Lopez - Elżbieta Nagel jako Yelena Belova - Tomasz Budyta jako Wilson Fisk / Kingpin |

### Drugoplanowa
- Ben Sakamoto, Ava Russo i Cade Woodward jako Cooper, Lila i Nathaniel Bartonowie, dzieci Clinta i Laury[14].
- Carlos Navarro jako Enrique, członek Dresiarskiej Mafii[15].
- Clayton English jako Grills, strażak i LARPer, który pomaga Bartonowi i Bishop[16][17].
- Adetinpo Thomas jako Wendy Conrad, policjantka i LARPerka, która pomaga Bartonowi i Bishop[17].
- Robert Walker-Branchaud jako Orville, LARPer, który pomaga Bartonowi i Bishop[17].
- Adelle Drahos jako Missy, LARPerka, która pomaga Bartonowi i Bishop[16][17].
- Ivan Mbakop jako Claudle, detektyw nowojorskiej policji[16].

### Gościnna
- Jonathan Bergman jako Armand Duquesne VII, wnuk Armand III[18].
- Brian Troxell jako Gary, kierownik firmy cateringowej[19].
- Franco Castan jako Rivera, detektyw nowojorskiej policji[19].
- Pat Kiernan jako on sam[19].
- Jason Scott McDonald, Jordan Chin, Tom Feeney, Harris Turner, Avery Gillham, Meghan Manning, Aaron Nedrick i Nico DeJesus jako aktorzy w musicalu Rogers: The Musical grający Thora, Lokiego, Steve’a Rogersa / Kapiana Amerykę, Bruce’a Bannera / Hulka, Clinta Bartona / Hawkeye’a, Natashę Romanoff / Czarną Wdowę, Tony’ego Starka / Iron Mana i Scotta Langa / Ant-Mana[20].
- Yssa Mei Panganiban jako Sonya, jedna z Czarnych Wdów współpracujących z Belovą[16].
- Annie Hamilton jako Ana, jedna z Czarnych Wdów, którą Belova próbuje uwolnić spod kontroli[16].

## Emisja
Hawkeye zadebiutował 24 listopada 2021 roku w serwisie Disney+. W Polsce cały serial pojawił się 14 czerwca 2022 roku, równocześnie z uruchomieniem Disney+.

## Lista odcinków
| Nr | Tytuł                  | Tytuł polski          | Reżyseria     | Scenariusz                   | Premiera (Disney+) | Premiera w Polsce (Disney+) |
| -- | ---------------------- | --------------------- | ------------- | ---------------------------- | ------------------ | --------------------------- |
| 1  | Never Meet Your Heroes | Omijaj idoli łukiem   | Rhys Thomas   | Jonathan Igla                | 24 listopada 2021  | 14 czerwca 2022             |
| 2  | Hide and Seek          | Zabawa w chowanego    | Rhys Thomas   | Elisa Climent                | 24 listopada 2021  | 14 czerwca 2022             |
| 3  | Echoes                 | Echo                  | Bert & Bertie | Katie Mathewson, Tanner Bean | 1 grudnia 2021     | 14 czerwca 2022             |
| 4  | Partners, Am I Right?  | Partnerzy, zgoda?     | Bert & Bertie | Heather Quinn, Erin Cancino  | 8 grudnia 2021     | 14 czerwca 2022             |
| 5  | Ronin                  | Ronin                 | Bert & Bertie | Jenna Noel Frazier           | 15 grudnia 2021    | 14 czerwca 2022             |
| 6  | So This Is Christmas?  | I to mają być Święta? | Rhys Thomas   | Jonathan Igla, Elisa Climent | 22 grudnia 2021    | 14 czerwca 2022             |

## Produkcja

### Rozwój projektu
We wrześniu 2018 roku ujawniono, że Marvel Studios jest w trakcie rozwoju kilku limitowanych seriali na potrzebę serwisu Disney+, które skoncentrowane mają być wokół postaci drugoplanowych z filmów Filmowego Uniwersum Marvela. Aktorzy z filmów mieli powtórzyć swoje role w tych serialach. Każdy z seriali przewidziany został na 6 do 8 odcinków z budżetem porównywalnym dla produkcji filmowych studia. Kevin Feige miał odpowiadać za te seriale podobnie jak w przypadku filmów, których jest producentem. W kwietniu 2019 roku Marvel i Disney oficjalnie potwierdzili, że przygotowywane są seriale dla Disney+. Następnego dnia ujawniono, że wśród planowanych seriali jest produkcja zatytułowana Hawkeye. W lipcu, podczas panelu studia na San Diego Comic-Conie ujawniono, że serial będzie wchodził w skład IV Fazy uniwersum. 
We wrześniu poinformowano, że Jonathan Igla został głównym scenarzystą serialu. W jego zespole znaleźli się Katie Mathewson i Tanner Bean. W listopadzie Jeremy Renner zdradził, że jego kontrakt obejmował solowy film, jednak zgodził się, aby był to serial. W lipcu 2020 roku ujawniono, że za reżyserię odcinków będzie odpowiadał duet Bert & Bertie oraz Rhys Thomas. 
Serial ma rozszerzyć historię Clinta Bartona jako Ronina, która zapoczątkowana została w Avengers: Koniec gry. Przedstawiona zostanie przeszłość postaci oraz jego szkolenie swojej następczyni Kate Bishop. Ma on się koncentrować na ukazaniu superbohatera bez supermocy. W lipcu 2022 roku wyjawiono, że serial wchodzi w skład The Multiverse Saga.

### Casting
W kwietniu 2019 roku potwierdzono udział Jeremy’ego Rennera, który powtórzy swoją rolę z filmów jako tytułowa postać. Na początku września zaproponowano Hailee Steinfeld rolę Kate Bishop. Aktorka jednak nie mogła przyjąć roli ze względu na klauzulę w umowie przy serialu Dickinson dla Apple TV+. Na początku grudnia 2020 roku zdjęcia z planu potwierdziły angaż aktorki do tej roli. 
W tym samym miesiącu ujawniono, że do obsady dołączyli: Vera Farmiga jako Eleanor Bishop, Florence Pugh jako Yelena Belova, Fra Fee jako Kazi, Tony Dalton jako Jack Duquesne, Alaqua Cox jako Maya Lopez, Zahn McClarnon jako William Lopez i Brian d’Arcy James oraz Ben Sakamoto, Ava Russo i Cade Woodward jako Cooper, Lila i Nathaniel Bartonowie. 

### Zdjęcia
Zdjęcia do serialu rozpoczęły się 2 grudnia 2020 roku w Nowym Jorku na Brooklynie pod roboczym tytułem Anchor Point. Realizowane one były również w Trilith Studios w Atlancie. Prace na planie zakończyły się 21 kwietnia 2021 roku. Za zdjęcia odpowiadał Eric Steelberg.

## Promocja
Jeremy Renner pojawił się na panelu Marvel Studios na San Diego Comic-Conie w lipcu 2019 roku. 13 września 2021 roku udostępniono pierwszy zwiastun serialu.

## Odbiór

### Krytyka w mediach
Serial spotkał się z pozytywną reakcją krytyków. W serwisie Rotten Tomatoes 92% z 169 recenzji uznano za pozytywne, a średnia ocen wystawionych na ich podstawie wyniosła 7,6/10. Na portalu Metacritic średnia ważona ocen z 27 recenzji wyniosła 66 punktów na 100.

### Nominacje
| Rok  | Ceremonia                               | Kategoria                                                           | Nominowani                                                                                   | Rezultat  | Przypis |
| ---- | --------------------------------------- | ------------------------------------------------------------------- | -------------------------------------------------------------------------------------------- | --------- | ------- |
| 2022 | VES Awards                              | Najlepsze wykreowane środowisko w odcinku serialu lub w reklamie    | Nicholas Hodgson, David Abbott, Nick Cattel, Jin Choi (za odcinek „Echo”)                    | Nominacja | [ 47 ]  |
| 2022 | VES Awards                              | Najlepsze wykreowane środowisko w odcinku serialu lub w reklamie    | John O'Connell, Tiffany Yung, Orion Terry, Ho Kyung Ahn (za odcinek „I to mają być Święta?”) | Nominacja | [ 47 ]  |
| 2022 | Critics’ Choice Super Awards            | Najlepszy serial o superbohaterach                                  | Hawkeye                                                                                      | Nominacja | [ 48 ]  |
| 2022 | Critics’ Choice Super Awards            | Najlepsza aktorka w serialu o superbohaterach                       | Hailee Steinfeld                                                                             | Nominacja | [ 48 ]  |
| 2022 | Critics’ Choice Super Awards            | Najlepszy czarny charakter w serialu telewizyjnym                   | Vincent D’Onofrio                                                                            | Nominacja | [ 48 ]  |
| 2022 | Kids’ Choice Awards                     | Ulubiony aktor w telewizyjnym serialu familijnym                    | Jeremy Renner                                                                                | Nominacja | [ 49 ]  |
| 2022 | Kids’ Choice Awards                     | Ulubiona aktorka w telewizyjnym serialu familijnym                  | Hailee Steinfeld                                                                             | Nominacja | [ 49 ]  |
| 2022 | Hollywood Critics Association TV Awards | Najlepsza aktorka w serialu komediowym (streaming)                  | Hailee Steinfeld                                                                             | Nominacja | [ 50 ]  |
| 2022 | Hollywood Critics Association TV Awards | Najlepsza aktorka drugoplanowa w serialu komediowym (streaming)     | Florence Pugh                                                                                | Nominacja | [ 50 ]  |
| 2022 | Primetime Creative Arts Emmy Awards     | Najlepsza koordynacja występów kaskaderskich w serialu komediowym   | Heidi Moneymaker, Noon Orsatti                                                               | Nominacja | [ 51 ]  |
| 2022 | Primetime Creative Arts Emmy Awards     | Najlepszy występ kaskaderski                                        | Carl Richard Burden, Noon Orsatti, Renae Moneymaker, Crystal Hooks (za odcinek „Echo”)       | Nominacja | [ 51 ]  |
| 2022 | Saturn Awards                           | Najlepszy serial limitowany w mediach strumieniowych                | Hawkeye                                                                                      | Nominacja | [ 52 ]  |
| 2022 | Saturn Awards                           | Najlepszy młody aktor / aktorka w serialu dla mediów strumieniowych | Hailee Steinfeld                                                                             | Nominacja | [ 52 ]  |
| 2022 | Saturn Awards                           | Najlepszy występ gościnny w serialu dla mediów strumieniowych       | Tony Dalton                                                                                  | Nominacja | [ 52 ]  |

## Spin-off
W marcu 2021 roku wyjawiono, że spin-off serialu, o postaci Echo granej przez Alaquę Cox, jest w przygotowaniu. Za scenariusz mają odpowiadać Etan Cohen i Emily Cohen. W listopadzie studio oficjalnie zapowiedziało serial Echo.